# Текірера Тамуера
Текірера Тамуера (англ. Tekiree Tamuera; нар. 16 лютого 1940) — політик Кірибаті, голова парламенту країни в 1998—2002 роках, виконував обов'язки президента в жовтні 1994 року після винесення вотуму недовіри його попереднику Театао Теаннакі.